# Известия о дворянах российских
Известия о дворянах российских — полное название историко-генеалогического труда: Известия о дворянах российских; о их древнем происхождении; о старинных чинах и какие их были должности при государях, царях и великих князьях; о выборе доказательств на дворянство; о родословной книге; о владении деревень; о службе предков и собственной; и о дипломах. Сочинённое коллежским советником Ф. И. Миллером.

## История создания
Архивные документы позволяют восстановить историю написания источниковедческого труда едва ли не по дням. В Сборнике указов Екатерины II генерал-прокурору Сената, князю А. А. Вяземскому имеется собственноручная записка императрицы с тремя вопросами, ответы на которые и вошли в главы книги:
1. Нет ли в Рязрядном архиве, какие ни на есть узаконения касательно дворянства?
2. Какие бывали дворянские службы?
3. Какие ныне есть и выбрать можно из Разрядного архива доказательства на дворянство?

Императрица повелевала: «А. Т. Князеву дать приказание, чтоб он посмотрел, есть ли кто способен при Разрядном архиве, чтоб сделать мог отдельные выписи и не может ли Г. Ф. Миллер в сём помощи сделать». На обороте помета: «Получено 25 февраля 1776 года». Поручая Князеву и Миллеру ответить на вопросы императрицы, А. А. Вяземский одновременно просил начальника 6 департамента Сената, князя П. М. Волконского, в ведении которого находился Разрядный архив, оказывать всяческое содействие.
На следующий день А. А. Вяземский пишет Г. Ф. Миллеру, передавая вопросы императрицы и просит собрать сведения «из имеющихся в вашем распоряжении Архивы Коллегии иностранных дел и всё оное порядочно выписав, незамедлительно сюда доставить». Г. Ф. Миллер отвечал письмом от 03 марта 1776 года, что письмо, отосланное 26 февраля, он получил 29 февраля и обещает собрать требуемые справки за две недели. Ровно две недели спустя Г. Ф. Миллер отсылает А. А. Вяземскому часть Известия о дворянах российских, сопровождая её письмом, в котором пишет: «преуспев нарочито в описании древнего дворянства ….имею я честь сообщить Вашему сиятельству, что уже готово». Затем, 04 апреля Миллер отсылает вторую часть своего труда. Наконец, 18 апреля, отмечая на пустой странице печатного Месяцеслова свои почтовые отправления, Миллер записал по-немецки: «Князю Вяземскому окончание сочинения о дворянстве». Таким образом, время написания книги датируется весьма точно: между 29 февраля и 18 апреля 1776 года. В портфелях Миллера в РГАДА хранится написанный по-русски собственноручный черновик Миллера с многочисленными пометами и исправлениями. Здесь же и чистовой список с авторской правкой на полях. Сопоставление этой правки с текстом книги, отправленного А. А. Вяземскому показывает, что значительная её часть более позднего происхождения. Эти правки не попали в опубликованный позже текст книги.
Собранные материалы Князевым и Миллером по истории дворянства, были действительно поднесены Екатерине II, ибо 30 марта императрица велела канцлеру А. А. Безбородко сделать Алфавитный реестр фамилий, значащихся в «записке Князева» с объявлением, откуда каждый род происходит. Передавая это приказание А. А. Вяземскому, А. А. Безбородко сообщал, что «её императорское величество изволила повелевать мне объявить вашему сиятельству, что может быть подобные сведения отыскаться может и здесь по герольдии». По получении записки А. А. Безбородко, А. А. Вяземский пишет письмо Князеву, в котором просит его «как возможно скорее составить алфавитный реестр». Одновременно подобное указание отправляется М. М. Щербатову, возглавлявшему в то время Герольдмейстерскую контору. Под запиской Князева имелся в виду документ озаглавленный: «Записка о числе родословных и от кого произошедшие роды показаны». Этот документ интересен своими сведениями о числе родословных, поданных в Рязряд после отмены местничества 1682 года: «Всех родословных подано 507. Всех родословных показано, происшедших от тех родов других фамилий, но от самих оных не подано, и никакого о родстве доказательств не было — 315. Итого: 822»,что чуть меньше списка приведённого в книге. Среди бумаг Князева, отправленных им Вяземскому, алфавитного реестра нет, однако не вызывает сомнений, что составлен он был, так как письмом от 21 апреля 1776 года, генерал-прокурор благодарил за присылку алфавитного списка дворянских фамилий и в тот же день писал М. М. Щербатову: «….Князев, доставя алфавитный список дворянских фамилий, доносит, что родословная книга, бывшая до указа 1682 года, взята сюда в герольдию, где также находятся и другие нужные бумаги, касающихся до….дворянского разбору». Есть все основания предполагать, что «Роспись, сочинённая алфавитным порядком, тем фамилиям, от которых родословные росписи в Разряд поданы, с показанием, откуда те рода произошли», опубликована Н. И. Новиковым в 1787 году, в приложении к Бархатной книге и сокращённый её вариант напечатанный И. Г. Рахманиновым в книге Миллера «Известия о дворянах российских» — составлена А. Т. Князевым.
Собранные материалы, которые позже вошли в монографию, представляют собой сборник копий и выписок из документальных источников по истории русского дворянства XVI—XVIII веков. Наличие в этих материалах выписок из утраченных ныне документов, придают сборнику характер самостоятельного источника. Источниковедческий анализ материалов вошедших в книгу, проведённых в современное время, даёт возможность определить виды документов, которыми пользовались историки и архивисты XVIII века. Большую часть документов, отосланных Вяземскому, составляли копии различных документов Разрядного архива. По ним можно судить о круге источников, которыми пользовались Князев и Миллер. Копиям предпослано предисловие, в котором отмечается отсутствие документов по истории дворянства вследствие пожара 1626 года. Копии имеют оглавление, они систематизированы по тематическим разделам, снабжены примечаниями и комментариями. Среди использованных документов имеются десятни по городу Кашире 1570—1571 гг., разрядные книги, боярский список 1611 года, записные книги Московского стола Разрядного приказа, боярская книга 1627 года, смотренные списки, столбцы Белгородского стола, Разрядного приказа и многое другое. Помимо документов есть и авторские материалы: список дворцовых чинов, составленный по Боярской книге 1573 года и подробнейший «план к составлению выписок из законов о дворянстве», состоящий из 3 разделов и 68 пунктов. К последнему имеется приписка Князева: «Всё сие будет нужно, то можно взять из Комиссии уложенной, в которой, несомненно, есть достаточное о том сведения».
В Разрядном архиве велись интенсивные работы по копированию документов по истории дворянства и государственных учреждений Московской Руси, служащими самого архива. Именно в 1776—1777 годах ими были сняты копии, хранившиеся в Сенате и Гос.архиве, вместе с материалами Князева и Миллера и которыми пользуются современные историки. В это же время, используя собранные материалы, в Разрядном архиве был составлен и ряд документов справочного характера, в числе которых «Краткая ведомость…в бывших в Москве приказах», представляющая собой одну из первых в русской историографии попыток свести воедино архивные сведения о русских приказах. Таким образом, занятия генеалогией и историей русского дворянства явились составной частью большой работы, которая велась историками и архивистами того времени по заданию императрицы и правительства и впоследствии вошедшими в книгу. Причём участие Князева и Миллера в разработке этих вопросов не ограничилось лишь ответами на вопросы императрицы в 1776 году. В поисках и обработке материалов Миллеру помогали его ученики «архивные юноши», в будущем известные историки Н. Н. Бантыш-Каменский и А. Ф. Малиновский, в трудах которых отразились полученные знания. Возможно, что они принимали участие и в издании книги своего учителя. Ценность Известия о дворянах российских увеличивает то обстоятельство, что многие документы, которые цитирует или на которые ссылается Миллер, погибли во время московского пожара 1812 года и это придаёт труду уникальный характер.
Сама книга увидела свет через семь лет после смерти автора и напечатана в частной петербургской типографии ротмистра лейб-гвардии Конного полка И. Г. Рахманинова, который занялся издательской деятельностью в 1784 году и среди изданных им книг сочинение Миллера было, по-видимому, единственным не переводным. Первоначально книга вышла без указания автора и издателя на титульном листе. Позднее, в 1790 году, появился второй вариант книги с именами Г. Ф. Миллера и И. Г. Рахманинова и посвящением издания Екатерине II. В Сводном каталоге русской книги гражданской печати XVIII века, утверждалось, что эти изменения были внесены после поднесения книги императрице, но в 1793 году Г. Р. Державин в письме к жене просил купить экземпляр книги Миллера, так как она «для ея величества надобна». Самому Державину книга была подарена И. Г. Рахманиновым. Последний был близко знаком со многими видными деятелями русской культуры XVIII века, в том числе и с Н. И. Новиковым. Именно от Новикова, по мнению И. М. Полонской, Рахманинов получил рукопись книги Миллера. Но роль Новикова этим не ограничилась. На титульном листе книги значится, что издателем были дополнены к сочинению Миллера с присоединением некоторых статей. Имелся в виду ряд документов, ранее опубликованных Новиковым в «Древней Российской вивлиофике» и в приложении к Бархатной книге. Причём, по сравнению с этими публикациями, некоторые документы были напечатаны в издании Рахманинова в сокращённой, а некоторые наоборот, в более полной редакции. Таким образом, есть все основания утверждать, что фактическим издателем Известия о дворянах российских был издатель Н. И. Новиков. Этим объясняется и выход первого издания книги без указания автора и издателя, в связи с неопределённостью авторства по написанию и издания книги и находившегося в то время в «опале» А. Т. Князева.
Известию о дворянах российских суждено было оставить глубокий след в историографии. Это был не просто первый труд о русском дворянстве, но и первый труд по истории одного сословия. Само появление подобной проблематики в русской историографии XVIII века было явлением новым и прогрессивным, а высокий научный уровень поставил книгу в ряд выдающихся памятников исторической мысли. Ею пользовались все, кто обращался впоследствии к этой проблематике, а в самом конце XIX века П. Н. Милюков удивлялся, как вообще подобное сочинение могло появиться в XVIII столетии.

## Содержание
На титульном листе посвящение Екатерине II от издателя Ивана Рахманинова.
Оглавление книги с указанием 494 страниц по тематикам.
Первая глава книги (стр. 1-29) ответ на вопрос: Какие есть узаконения на дворянство? Хотя Миллер всю сознательную жизнь прожил в России, ему, европейцу, было удивительно то, что в допетровское время законов о дворянстве не было: «вместо узаконений служили древние обыкновения, которые столь же сильно, как законы, действовали», так и то, что петровская реформа «с великим по всей России единомыслием учинилась без особливого на то указа». В главе со ссылкой на исторические документы описывается: возникновение дворянства, помещиков, владение ими собственности, сведения о вольности крестьян и последующим их закабалении, о взимаемых пошлинах, роль и место княжеских родов, роль Петра I в становлении дворянства.
Вторая, основная часть книги (стр. 29-296) составляет ответ на вопрос: Какие бывали дворянские службы и какие ныне есть? В данной части отдельно по каждой категории чинов приводятся исторические сведения: о детях боярских, жильцах, дворянах, стряпчих, стольниках, думных дворян, окольничих, боярах, дворецком, конюшем, кравчем, оружничем, казначее, постельничем, ясельничем, ловчем и сокольничем, дьяках, думных дьяках, шатерничий, истопничий, стрелецких начальников с описанием служб и обязанностей, приводится масса фамилий служилых родов и их представителей с занимаемыми должностями, указывается размер денежной и земельной оплаты. Приводятся документы допросов стрельцов (стр. 282-296), готовивших убийство царя Петра I Алексеевича в 1697 году и замысливших иные измены.
Третья часть книги (стр. 296-371) посвящена ответу: о доказательствах на дворянство? В ней подробнейше описываются сведения, по каким критериям давалось дворянство: родословная книга, владение деревнями, служба предков и собственная служба, дипломы. Особый интерес вызывают исторические данные о Соборном деянии по отмене местничества (стр. 319-371), где описывается мотивы отмены местничества, данные на то царские указы, как это практически происходило, поимённый список 173 особ подписавших грамоту об отмене местничества с указанием чинов.
В книгу включён раздел сведений (стр. 371-494), собранных А. Т. Князевым и редактированные Н. И. Новиковым: «Сокращённая роспись тем фамилиям, от которых родословные росписи в Разряд поданы, с показанием: откуда те роды произошли или выехали, или о которых известия нет». В данной части указаны родоначальники, образование фамилий от прозваний и под какими номерами находятся в разрядном архиве, перечень родов происходящие от единого родоначальника по каждой фамилии. Ценность данного документа состоит в том, что в нём приведены сведения о родах не вошедших в Бархатную книгу и ранние гербовники, не подавших сведений о включении в ОГДР и считавшихся угасшими, о родственных родах, которых нет в других источниках. Данный список использовал М.Т. Яблочков в своей работе: Дворянское сословие Тульской губернии.
В перечне в алфавитном порядке занесены 828 рода и их выезды из стран:

### Княжеские роды
- Рюриковичи — 144 Князья: Карачевские, Ростовские, Рязанские, Смоленские, Стародубские, Тарусские, Черниговские, Ярославские (Алабышевы, Аленкины, Андомские, Барашевы, Бахтеяровы, Белёвские, Бологлазовы, Белосельские, Безчестьевы, Борадатовы, Борятинские, Бритые, Брюхатые, Буйносовы, Вадбольские, Векошкины, Великогагины, Волконские, Воротынские, Всеволожские, Вяземские, Гагарины, Гагины, Гвоздевы, Глуховские, Голенины, Голибесовские, Голубые, Голыгины, Горенские, Горчаковы, Гундуровы, Дашковы, Долгорукие, Дуловы, Деевы, Елецкие, Жижемские, Жировые-Засекины, Завальские, Заозерские, Засекины, Звенигородские, Звенцовы, Золотые, Зубатые, Зьяловы, Испатские, Карачевские, Каргомолские, Касаткины-Ростовские, Катыревы, Кашины, Кемские, Клубовы-Масальские, Ковровы, Козельские, Козловские, Кольцовы-Масальские, Конинские, Коркодиновы, Кривоборские, Кропоткины, Кубенские, Курбские, Курлятевы, Ласкины, Львовы, Литвиновы-Масальские, Лобановы-Ростовские, Луговские, Лыковы, Льяловские, Мезецкие, Моложские, Морткины, Мосальские, Нагие, Небогатые, Неучкины, Новосильские, Ноготковы, Ноздреватые, Оболенские, Овчинины, Одоевские, Осиповские, Охлебенины, Палицкие, Пененские, Пенковы, Перемышльские, Пожарские, Полевы, Порховские, Потуловы, Приимковы-Ростовские, Пронские, Пужбольские, Романовичи, Ромодановские, Репнины, Ряполовские, Серебряные, Сисеевы, Сицкие, Солнцевы, Солнцевы-Засекины, Спячие, Стародубские, Стригины, Суворские, Сицкие, Татевы, Телепни, Тёмкины, Тёмносиние, Токмаковы, Троекуровы, Тростенские, Тулубьевы, Тулуповы, Туренины, Тюфякины, Ухтомские, Ушатые, Хворостинины, Хилковы, Хотетовские, Хохолковы, Чёрные, Шамины, Шаховские, Шелешпанские, Шестовы, Шестуновы, Шехонские, Шуморские, Щепины-Ростовские, Щербатово, Щетинины, Юхотские, Яновы, Ярославовы).
- Полоцко-Литовские — 20 (Алелковы, Бельские, Булгаковы, Вешневецкие, Глинские, Голицыны, Кобренские, Корбинские, Корецкие, Куракины, Мстиславские, Пинские, Полоцкие, Салкушковские, Слуцкие, Трубецкие, Хованские, Чертенские, Шуйские, Щенятевы).
- Татарские — 7 (Байтериковы, Кутумовы, Мещерские, Урусовы, Шейдяковы, Шихматовы, Юсуповы).
- Грузинские — 2 (Давыдовы, Хохоничевы).
- Сибирские — 1 (Сибирские).
- Польша — 1 (Друцкие).
- Черкасские — 1 (Егуповы-Черкасские).
- Рим — 1 (Нерыцкие).
- Дворянские роды от князей произошедших — 18 (Бакеевы-Карповы, Долматовы-Карповы, Всеволожские, Еропкины, Заболоцкие, Замятнины, Злобины, Монастырёвы, Мусорские, Овцыны, Полёвы, Пыревы, Ржевские, Сатины, Судаковы, Татищевы, Толбузины, Травины).

#### Дворянские роды
- Татарские — 120 Выезд из: Золотой Орды, Большой Орды, Касуйской Орды, Синей Орды, Наручатской Орды, Орды, Татарии: (Агдавлетовы, Аничковы, Арсеньевы, Баскаковы, Бахметевы, Белеутовы, Бибиковы, Биркины, Блохины, Болтины, Бузовлёвы, Векентьевы, Вельяминовы, Вельяминовы-Зерновы, Вердеревские, Вислоуховы, Гайтуровы, Глебовы, Годуновы, Готовцовы, Давыдовы, Дашковы, Державины, Добрынские, Долгово-Сабуровы, Дувановы, Дуниловы, Дурновы, Елизаровы, Елизаровы (которые прежде писались Гусевы), Елчины, Ждановы, Жемайловы, Загостины, Загряжские, Зайцовы-Бирдюкины, Зерновы, Злобины, Исуповы, Камынины, Карандеевы, Карауловы, Клементьевы, Клушины, Кокошкины, Колтовские, Кончеевы, Коробьины, Кошкаровы, Кременецкие, Крюковы, Лаптевы, Леонтьевы, Лопухины, Лупандины, Любавские, Масаловы, Матюшкины, Мерлины, Молвяниновы, Нарбековы, Обезьяниновы, Обиняковы, Объедовы, Огарёвы, Окинфовы, Опраксины, Оринкины, Остафьевы, Павловы, Петровы-Соколовы, Пешковы, Пильемовы, Племянниковы, Поджегины, Подольские, Поливановы, Пороватые, Прокудины, Радиловы, Ратаевы, Ростопчины, Ртищевы, Сабуровы, Сверчковы, Свищовы, Селивановы, Селиверстовы, Симские, Совины, Сомовы, Сорокоумовы, Сытины, Талызины, Тарбеевы, Тевяшевы, Теряевы, Тимирязевы, Теглеевы, Тургеневы из Золотой Орды, Тургеневы из Орды, Уваровы, Фустовы, Хабаровы, Хитрые, Ховрины, Ходыревы, Хомяковы, Хомяковы-Языковы, Хоныковы, Хотяинцовы, Чевкины, Черемисовы, Чириковы, Юрьевы, Юшковы, Языковы, Яковцевы, Якушины).
- Немецкие, Цесарские, Пруссия — 120 (Арцыбашевы, Атяевы, Борисовы, Батуевы, Бауш, Башмаковы, Бедовы, Беззубцевы, Безобразовы, Беклемишевы, Бешенцевы, Боборыкины, Бобрищевы-Пушкины, Брюхатовы, Брюхатые, Булгаковы, Бутурлины, Вараксины, Васильчиковы, Водовы, Воейковы, Воробины, Воронцовы, Гиневлёвы, Голенищевы-Кутузовы, Горбатовы, Григоровы, Гросы, Даниловы, Дурные, Еверлаковы, Жеребцовы, Замыцкие, Застолбские, Змеевы, Зубатые, Зыбины, Ивачёвы, Исленьевы, Каменские, Княжнины, Кобылины, Кокоревы, Колизы, Кологривовы, Колычевы, Коновницыны, Коротнёвы, Кузьмины-Короваевы, Курцовы, Кутузовы, Лебедевы, Левашовы, Левшины, Лобановы, Лодыгины, Лошаковы, Ляцкие, Милюковы, Молчановы, Морозовы, Мусины-Пушкины, Мятлёвы, Немятовы, Неплюевы, Нехорошевы, Норовы, Образцовы, Оксаковы, Орловы, Ослановы, Павловы, Поросуковы, Протопоповы, Пупковы, Пушкины, Пыжовы, Реновы, Рожновы, Романовы, Рыхторовы, Репьевы, Севастьяновы, Сакмины, Салтыковы, Свечины, Сергеевы, Сиротины, Слизнёвы, Сокмышевы, Соковнины, Старогомилюковы, Супоневы, Товарковы, Толочановы, Толстые, Трусовы, Туровы, Тухачевские, Тысяцкие, Тюменевы, Федцовы, Фефилатьевы, Фуниковы, Хвостовы, Хидыршиковы, Хлуденёвы, Хлызневы, Хромовы, Чегловы, Челядины, Чулковы, Шафровы, Шеины, Шереметьевы, Шиловские, Шушерины, Щепотьевы, Щука-Кутузовы, Яхонтовы).
- Польша — 111 (Аладьины, Баклановские, Барчиковские, Башковские, Бельские, Близнаковы, Борисовы-Бороздины, Бороздины, Бунины, Веригины, Внуковы, Водорацкие, Возницыны, Волковы, Волоцкие, Вороновы, Воропоновы, Гагины, Гиневлёвы, Головкины, Грибоедовы, Грушецкие, Деденковы, Демьяновы, Дмитриевы, Дубенские, Дурасовы, Елчаниновы, Жеденовы-Асановы, Желябужские, Житовы, Жураковские, Заборовские, Запойские, Зборские, Извольские, Карбышевы, Карповы, Карчевские, Кашинцовы, Кикины, Кишкины, Клокачёвы, Кобыльские, Колединские, Коробкины, Корякины, Кошелевы, Краевские, Крекшины, Кучины, Лаговщины, Лачиновы, Лермонтовы, Литвиновы, Лихачёвы, Лунины, Любучениновы, Мамоновы, Мамоновы-Дмитриевы, Малюта-Скуратовы, Машуткины, Мельгуновы, Мечнениновы, Милославские, Михайловские, Михневы, Маяковские, Мельницкие, Мясные, Мясоедовы, Неладинские-Мелецкие, Нелидовы, Немцовы, Ознобишины, Пансыревы, Пашковы, Пестриковы, Писаревы, Писаревы-Иванчины, Писаревы-Скорныковы, Плюсковы, Полонские, Поскочины, Похвисневы, Прерацкие, Прончищевы, Пусторослевы, Рохманиновы, Резановы, Сазоновы, Скаржинские, Скуратовы, Стрекаловы, Таратухины, Тинковы, Тушины, Усовы, Фарисеевы, Хрущовы, Чайковские, Чаплины, Челеевы, Чемодановы, Чуфаровские, Шиловы, Шишкины, Шишковы, Яблонские, Якушкины, Яновские).
- Литва — 70 (Архаровы, Арцыбашевы, Бабкины, Баклановские, Ближевские, Бобынины, Болотниковы, Борисовы, Борщовы, Борыковы, Бунаковы, Бухволовы, Владычкины, Демские, Дробышевы, Дудины, Дятловы, Ефимьевы, Жиховы, Замятнины, Зиновьевы, Злобины, Ивашкины, Измайловы, Индегоровы, Исуповы, Карсаковы, Квашнины, Киндыревы, Клишковы, Козловы, Колдычевские, Кондыревы, Коробовы, Лаврецкие, Лазыревы, Львовы, Ловчиковы, Лызловы, Малошевы, Масловы, Матовы, Мякинины, Невежины, Обарины, Окоемовы, Павловы, Палицыны, Пановы, Полтевы, Полтинины, Полукарповы, Протасьевы, Раевские, Разладины, Рамейковы, Рословлевы, Римские-Корсаковы, Самарины, Свиньины, Свиязевы, Сидоровы, Спячие, Станищевы, Сумины, Сунбуловы, Телепневы, Тютрюмовы, Филиповы, Фомины, Чаадаевы, Чулковы, Шитые, Яковцовы).
- Швеция — 21 (Богдановы, Бухарины, Глебовы, Евские, Дюткины, Зайцовы, Захарьины, Зазевитовы, Клементьевы, Кобяковы, Лодыженские, Наумовы, Нестеровы, Новисильцевы, Остафьевы, Суворовы, Сумороковы, Хрулёвы, Чепчуговы, Шепелевы, Яковлевы).
- Чернигов — 17 (Басмановы, Бобинины, Булгаковы, Денисьевы, Жеребцовы, Зузины, Игнатьевы, Колоткины, Москотиньевы, Неудачины, Нечаевы, Охотины, Очины, Плещеевы, Пятовы, Садыковы, Шетнёвы).
- Италия, Рим, Венеция — 12 (Безднины, Елагины, Засецкие, Кашкины, Нащёкины, Олферьевы, Ордины-Нащёкины, Потёмкины, Сияновы, Тышкевичи сначала выехали в Польшу потом в Россию, Грязные, Ошанины).
- Греция — 9 (Волокитины, Грецовы, Дохтуровы, Манамаховы, Назимовы, Сербины, Стремоуховы, Терпигоревы, Траханиотовы).
- Крым — 7 (Баранчеевы, Княтовы, Мансуровы, Мерлины, Нарышкины, Сафоновы, Сытины).
- Новгород — 6 (Андреевы, Дуровы, Иевлевы, Кузьмины, Нееловы, Погожевы).
- Смоленск — 5 (Аладьины, Лутошины, Монастыревы, Судаковы, Цыплетевы).
- Из Варяг — 5 (Аксаковы, Вельяминовы, Воронцовы, Воронцовы-Вельяминовы, Нармацкие).
- Дания — 5 (Безумовы, Нагие, Свидловы, Сназины, Собакины).
- Волынская земля — 3 (Волынские, Вороные-Волынские, Мауриновы).
- Курляндия, Лифляндия (в составе Польши) — 4 (Фамендины, Фонфизины, Шихеревы, Шухертовы).
- Франция — 3 (Доремонтовы, Дивовы, Николевы).
- Кафа — 3 (Кафтыревы, Головины, Третьяковы).
- Волохия — 2 (Офросимовы, Рахманиновы).
- Персия — 2 (Даудовы, Перские).
- Турция — 2 (Биевы, Карапиперовы).
- Грузия — 1 (Меретинские)
- Македония — 1 (Философовы).
- Сербия — 2 (Скуратовы, Лазаревы-Станищевы).
- Англия — 1 (Бестужевы-Рюмины).
- Горская земля — 1 (Алабековы).
- Фрисландия — 1 (Венюсовы).
- Морея — 1 (Грековы).
- Киев — 1 (Блудовы).
- Кашира — 1 (Иевские).
- Суздаль — 1 (Вышеславцовы).
- Срацин — 1 (Измайловы).
- Венгрия — 1 (Батурины)
- Рода не показавшие свои выезды: — 93 (Абловы, Алымовы, Арсеновы, Балакиревы, Бартенёвы, Белелюбские, Бахтеевы, Болотовы, Боучаровы, Буковские, Верёвкины, Весёлкины, Винковы, Власьевы, Волоховы, Ворыпаевы, Голенкины, Голосовы, Горины, Дементьевы, Доможировы, Жолобовы, Зыковы, Каблуковы, Казначеевы, Карамышевы, Карачевы, Карповы, Кобяковы, Кознаковы, Колупаевы, Комсины, Коптеевы, Кровковы, Курдюмовы-Новиковы, Ларионовы, Львовы, Лобковы, Лопатины, Лукины, Лутовиновы, Лыковы, Ляпуновы, Максимовы, Матвеевы, Меркуловы, Михайловы, Михины, Мотякины, Муратовы, Насоновы, Новиковы, Патрекеевы, Пестовы, Повалишины, Проестевы, Прокофьевы, Прончищевы, Протасовы, Пушечниковы, Ратовы, Рокотовы, Рудины, Сафроновские, Селезнёвы, Соймовы, Спасителевы, Спешневы, Сулменевы, Сухотины, Сушковы, Теприцкие, Титовы, Торокановы, Трестины, Тутолмины, Тырновы, Тютчевы, Украинцевы, Фомины, Фуниковы, Хвощинские, Хрипковы, Чаплыгины, Чеботаевы, Чебышёвы, Челищевы, Челюскины, Черевины, Чересовы, Чернышёвы, Чирковы, Ярославовы.

Книга ещё до выхода вызвала большой интерес у общества и была открыта подписка на издание, поэтому, последние два не пронумерованных листа включают список подписавшихся на издание особ, с именным титулом, сгруппированные по городам (С-Петербург, Москва, Пермь, Новгород, Арзамас, Пенза, Астрахань, Тверь, Симбирск). Среди подписавшихся особ: князья П. Н. Трубецкой, П. М. Волконский, Н. И. Маматказин; граф А. Р. Воронцов; А. И. Мусин-Пушкин, А. Т. Князев, А. Г. Демидов, С. И. Бобров, а всего 49 фамилий, которые впоследствии выступили и главными рецензентами книги.

## Актуальность
Изучение источниковедческой базы работ русских историков XVIII века является актуальной задачей исторической науки. Особое место среди этих работ принадлежит трудам по генеалогии и истории дворянства, так как именно в них русскими историками были впервые широко использованы такие виды источников, как разрядные и боярские книги, боярские списки, десятни, и другие содержащие массовые сведения по русской истории XVI—XVII веков. Среди историков XVIII века, занимавшихся изучением генеалогии, важное место принадлежит трудам Г. Ф. Миллеру, в том числе и Известиям о дворянах российских, которыми пользовались и на которые ссылались: А.Б Лобанов-Ростовский, П. Н. Петров, В. В. Руммель и В. В. Голубцов, Г. А. Власьев, М. Т. Яблочков и Л. М. Савёлов. Собранные и обработанные исторические сведения, наряду приведённых в Известиях о дворянах российских, также вошли в Бархатную книгу, Древнюю российскую вивлиофику. Положительная рецензия на труд написана в 1887 году А. П. Барсуковым: «Обзор источников и литературы Русского родословия». Позже А. П. Барсуков писал о документах используемых при написании книги и знавший их в копиях Румянцевского музея: «невозможно обойти историку русских дворянских родов, выписки из таких документов, которые навсегда погибли в бедственный двенадцатый год». Свою актуальность не потерял историко-генеалогический труд и в современном мире: Д. И. Ивинский в изданном им труде рекомендует Известия о дворянах российских, как генеалогический труд обзорного характера. Современные учёные-историки А. В. Антонов, А. И. Юшков и М. Е. Бычкова, А. Б. Каменский и некоторые другие работающие в области генеалогии, ссылаются на данный историко-генеалогический научный труд, что доказывает его актуальность в современной науке.